# Société nationale des chemins de fer algériens
Die Société nationale des chemins de fer algériens (SNCFA; arabisch الشركة الوطنية للسكك الحديدية الجزائرية, DMG aš-Šarika al-waṭaniyya li-s-sikak al-ḥadīdiyya al-ǧazāʾiriyya; deutsch: Nationale algerische Eisenbahngesellschaft) war die staatliche Bahnverwaltung in Algerien. Sie wurde 1963 nach dem Algerienkrieg mit der Unabhängigkeit Algeriens gegründet.

## Geschichte
Am 5. Dezember 1962 wurde auf einer außerordentlichen Generalversammlung der Société nationale des chemins de fer français en Algérie die Änderung des Firmennamens in Société nationale des chemins de fer algériens beschlossen. Am 16. Mai 1963 wurde die Änderung per Dekret 63-183 durch die Unterschrift des Staatspräsidenten Ahmed Ben Bella amtlich. Der algerische Staat wurde mit 25500 Aktien Mehrheitseigner. 
Mit dem Dekret 76-28 wurde die Gesellschaft am 25. März 1976 in drei Gesellschaften aufgespalten: Die Société Nationale des Transports Ferroviaires algériens (SNTF) für den Transport, die Société nationale chargée du renouvellement et de l'extension du réseau (SNERIF, Streckenerneuerung- und -erweiterung) und die Société d'engineering et de réalisation d'infrastructures ferroviaires (SIF, für die Betreuung und Modernisierung der Infrastruktur). SNERIF und SIF wurden später aufgelöst und gingen in der SNTF auf.